# Pectinodrilus ampullarius
Pectinodrilus ampullarius är en ringmaskart som först beskrevs av Erséus och Davis 1989.  Pectinodrilus ampullarius ingår i släktet Pectinodrilus och familjen glattmaskar. Inga underarter finns listade i Catalogue of Life.